# Małoje Barakowo
Małoje Barakowo (ros. Малое Бараково) – wieś w Rosji, w rejonie kiczmiengsko-gorodieckim obwodu wołogodzkiego. W 2010 r. liczyła 10 mieszkańców.